# Flavio Eusignio
Flavio Eusignio (latino: Flavius Eusignius o Eucsinus; fl. 383-387) è stato un politico romano di età imperiale.

## Biografia
Eusigno fu proconsole della provincia romana dell'Africa nel 383.
Tra il 386 e il 387 fu prefetto del pretorio d'Italia e Illirico.
Proprietario di alcuni terreni in Sicilia, fu corrispondente di Quinto Aurelio Simmaco, nella cui raccolta di lettere si sono conservate alcune epistole di Eusigno.